# Jill Thompson
Pour les articles homonymes, voir Thompson.
Jill Thompson, née en 1966 est une autrice américaine de bande dessinée. Avec treize prix reçus entre 2000 et 2017 dans huit catégories différentes, elle est de loin la femme ayant reçu le plus de prix Eisner, la principale distinction de la bande dessinée américaine.

## Biographie
Jill Thompson, naît en 1966 aux États-Unis. Après des études à l'American Academy of Art elle commence à être publiée dans les années 1980 par des éditeurs indépendants (First Publishing, Now Comics, etc.) En 1991 DC Comics lui confie le dessin de la série Wonder Woman. Elle dessine de nombreux comics pour la collection Vertigo comme des épisodes de Sandman de Neil Gaiman, The Invisibles, Black Orchid et Seekers into the Mystery. 

## Récompenses
- 1999 : Prix Lulu de l'année pour Scary Godmother
- 2000 : Prix Eisner de la meilleure publication humoristique pour Bart Simpson's Treehouse of Horror (avec Oscar Gonzalez Loyo, Steve Steere Jr., Scott Shaw!, Sergio Aragonés et Doug TenNapel)[2]
- 2001 : Prix Eisner de la meilleure publication pour enfant pour Scary Godmother[2]
- 2001 : Prix Eisner du meilleur peintre ou artiste multimédia pour Scary Godmother
- 2004 : Prix Eisner du meilleur peintre ou artiste multimédia pour « Stray », dans The Dark Horse Book of Hauntings[2]
- 2005 : Prix Eisner de la meilleure histoire courte pour « Unfamiliar », dans The Dark Horse Book of Witchcraft (en) (avec Evan Dorkin)[2]
- 2007 : Prix Eisner du meilleur peintre ou artiste multimédia pour « A Dog and His Boy », dans The Dark Horse Book of Monsters, « Love Triangle », dans Sexy Chix et « Fair Division », dans Fables: 1001 Nights of Snowfall[2].
- 2009 : Prix Eisner du meilleur peintre ou artiste multimédia pour Magic Trixie et Magic Trixie Sleeps Over[2]
- 2010 : Prix Eisner du meilleur peintre ou artiste multimédia pour Bêtes de somme et Magic Trixie and the Dragon[2]
- 2010 : Prix Eisner de la meilleure publication pour adolescent/préadolescents avec Beasts of Burden (avec Evan Dorkin)[2]
- 2011 : Prix Harvey du meilleur album non inédit pour Bêtes de somme : Mal de chiens (avec Evan Dorkin)
- 2012 :  Prix Sproing de la meilleure bande dessinée étrangère pour Bêtes de somme (avec Evan Dorkin)
- 2015 : Prix Eisner du meilleur one-shot pour Bêtes de somme : Hunters and Gatherers (avec Evan Dorkin)
- 2015 : Prix Inkpot
- 2017 : Prix Eisner du meilleur one-shot pour Bêtes de somme : What the Cat Dragged In (avec Evan Dorkin et Sarah Dyer) ; du meilleure album pour Wonder Woman : The True Amazon ; du meilleur peintre ou artiste multimédia ces deux titres.
- 2020 : Incluse au temple de la renommée Harvey[3]